# Setodes kugleri
Setodes kugleri là một loài Trichoptera trong họ Leptoceridae. Chúng phân bố ở miền Cổ bắc.